# El botones Sacarino
El botones Sacarino est une série espagnole de bandes dessinées illustrée par Francisco Ibáñez, publiée en 1963 pour la revue El DDT, et développé par la suite par d'autres auteurs. Le personnage fait son apparition dans la série télévisée Mortadel et Filémon (épisode : Témoins de l'accusation, 1995), adaptée de la bande dessinée homonyme, et est appelé le groom Dringdring.

## Développement et édition
El botones Sacarino est créé en mai 1963 par Francisco Ibáñez pour El DDT, où il constituait une série secondaire occupant une petite partie de la page. Le personnage de Sacarino est fortement inspiré du personnage franco-belge Gaston Lagaffe, plus connu en Espagne sous le nom de Tomás el Gafe, créé en 1957 par André Franquin. Gaston Lagaffe n'étant pas connu en Espagne dans les années 1970, Francisco Ibáñez en profite pour composer un hybride de Spirou et de Gaston Lagaffe, ce qui donne El botones Sacarino (VF : le groom Dringdring),. Si l'on compare les bandes dessinées Sacarino et Gaston Lagaffe, on peut parfois voir des bandes dessinées avec des vignettes identiques, où seuls les personnages changent, mais avec les mêmes situations et décors. Francisco Ibáñez explique que la raison de la création de cette bande dessinée était d'exposer la vie quotidienne de l'équipe éditoriale d'Editorial Bruguera.
En 1966, un nouveau rédacteur en chef, désormais appelé Dire, est présenté, le précédent ayant été promu au poste de président, qui peut révoquer le nouveau. Dans la troisième période du DDT (1967-1977), la bande dessinée est publiée sur la double page centrale, en couleur, une méthode d'édition plus populaire auprès des lecteurs. Le personnage du président est d'abord dessiné le dos tourné ou dans l'ombre, avec des bagues en or aux doigts. La structure change également : c'est le directeur qui subit les coups du président, même si, plus tard, il est représenté de manière tyrannique avec ses subordonnés. En outre, l'ancien directeur remplace ses vêtements noirs par des vêtements bleu foncé.
En 1973, la maison d'édition profite de sa popularité en identifiant Tío Vivo à la bande dessinée et en l'associant au titre de la revue. Deux ans plus tard, il lance les éditions Sacarino et Super Sacarino, tous deux éphémères.
Francisco Ibáñez s'occupe de cette série de bande dessinée en 1960 et au début des années 1980, avant de cesser de les dessiner lors de la saison 1981-1982, car travaillant exclusivement sur les aventures de Mortadel et Filémon. Les autres bandes dessinées de Sacarino sont dessinés par une équipe de Bruguera (c'est-à-dire qu'ils sont apocryphes), comme c'est le cas pour de nombreuses bandes dessinées de Mortadel  et Filémon. Francisco Ibáñez ramènera le personnage en 1984 dans la bande dessinée Testigo de cargo de Mortadel et Filémon.

## Accueil
Le critique Salvador Vázquez de Parga affirme qu'elle a marqué un changement dans la bande dessinée de bureau en permettant au président de révoquer le directeur.

## Adaptations
La bande dessinée Testigo de cargo est adaptée en un épisode éponyme de la série télévisée basée sur Mortadel et Filémon.
Face au succès de la série espagnole Manos a la obra, que certains considèrent comme inspirée de Pepe Gotera y Otilio, une série télévisée basée sur le personnage a été réalisée et diffusée sur La Primera entre 2000 et 2001, avec Jorge Roelas dans le rôle de Sacarino, et avec la participation du chanteur Olvido Gara (Alaska) et du vétéran José Luis López Vázquez. Il s'agissait du premier personnage d'Ibáñez à être transformé en une version en chair et en os, qui s'est montré enthousiaste à l'égard du projet et a participé en jouant son propre rôle dans un épisode. Cependant, cette série a eu très peu de succès et a été retirée peu après le début de sa diffusion, sans même avoir fini de diffuser tous les épisodes enregistrés, en raison des faibles taux d'audience.